# Gigaquit
Gigaquit est une localité de la province de Surigao du Nord, aux Philippines. En 2015, elle compte 20 864 habitants.